# Bösenbrunn
Bösenbrunn là một đô thị thuộc huyện Vogtland, bang Sachsen, Đức. Đô thị Bösenbrunn có diện tích 34,26 km², dân số thời điểm ngày 31 tháng 12 năm 2006 là 1339 người.